# Gnorimosphaeroma tondaense
Gnorimosphaeroma tondaense är en kräftdjursart som beskrevs av Nunomura1999. Gnorimosphaeroma tondaense ingår i släktet Gnorimosphaeroma och familjen klotkräftor. Inga underarter finns listade i Catalogue of Life.